# Kurmanbek Bakíev

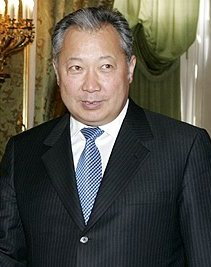
Kurmanbek Bakíev

Kurmanbek Salíevitx Bakíev (en kirguís: Курманбек Сали уулу Бакиев (Kurmanbek Sali Uulu Bakiev); en rus: Курманбек Салиевич Бакиев) (Masadan, Kirguizstan, 1 d'agost de 1949) és un polític kirguís, segon president del Kirguizstan entre 2005 i 2010. Fou designat president després de la destitució d'Askar Akàiev, durant la Revolució de les Tulipes, i va haver de fugir del país per la Segona Revolució Kirguís.